# WrestleMania V
WrestleMania V fue la quinta edición de WrestleMania, un evento de pago por visión de lucha libre profesional producido por la World Wrestling Federation (WWF). El evento se realizó el 2 de abril de 1989 en el Trump Plaza de Atlantic City, NJ. La frase para el acontecimiento fue «The Mega Powers Explode» («Los Mega Powers Explotan»), en referencia a la pareja formada anteriormente entre Hulk Hogan y Randy Savage.

## Antecedentes
La principal disputa de cara a WrestleMania V fue entre Hulk Hogan y Randy Savage, quienes durante la mayor parte del año anterior formaron un dúo nombrado como The Mega Powers. Durante el resto de 1988, Hogan y Savage tuvieron rivalidades con variados equipos heel, como el equipo Mega Bucks de DiBiase y Andre & The Twin Towers, formado por Akeem y The Big Boss Man. Si bien nunca persiguieron los campeonatos en parejas de la compañía, los Mega Powers permanecieron juntos como una de las fuerzas en parejas más fuertes de la compañía al terminar el año. Sin embargo, las cosas empezaron a cambiar lentamente a medida que comenzó 1989. Hogan había solicitado que Miss Elizabeth lo acompañara al ring en varios de sus combates, además de sus deberes como valet de Savage. Esto llevó a varias ocasiones en las que Elizabeth fue puesta en peligro, lo que no le sentó bien al "Macho Man". Otra señal de que las tensiones estaban comenzando a aumentar se produjo cuando Savage tomó la porra de Boss Man después de un combate con Akeem y miró a Hogan mientras estaba de espaldas, posando como solía hacer para la multitud. En el evento principal del Saturday Night's Main Event el 7 de enero, Savage salió y despejó el ring con una silla de acero después de que Hogan recibiera una paliza posterior al combate por parte de Twin Towers. Sin embargo, no se molestó en comprobar cómo estaba el herido Hogan y abandonó el ring. Elizabeth ayudó a Hogan detrás del escenario, lo que nuevamente enfureció a Savage. Esto llevó a un enfrentamiento entre Savage y Elizabeth, pero no salió nada. Más tarde, en Royal Rumble, Hogan eliminó accidentalmente a Savage mientras intentaba eliminar a Bad News Brown. El 2 de febrero, tras vencer a Twin Towers pese a las diferencias que había entre ambos, Hogan regresó a la sala de entrenadores donde un enfadado Savage lo estaba esperando. Los dos tuvieron una confrontación fuerte y física, donde Savage culpó a Hogan por lo que le pasó a Elizabeth y lo acusó de estar celoso de su reinado de campeonato. También acusó a Hogan de ser su socio sólo porque éste deseaba a Elizabeth. Hogan trató de calmar a su compañero, pero Savage había escuchado suficiente y le atacó con el cinturón del título, tirándolo al suelo. Después de golpear dos veces a Hogan, Savage agarró el cinturón nuevamente mientras Elizabeth iba a ver a Hogan. Savage la agarró y la arrojó al otro lado de la habitación, pero antes de que pudiera golpear a Hogan por segunda vez, Brutus Beefcake entró en la habitación y le arrebató el cinturón. Savage finalmente abandonó la habitación, no sin antes agredir a Beefcake y a los funcionarios de la WWF que fueron enviados para calmar la situación y atender a Hogan. Luego, Hogan lanzó el desafío a Savage por el Campeonato Mundial Peso Pesado de la WWF en WrestleMania.
La segunda disputa principal de cara a WrestleMania fue entre "Ravishing" Rick Rude y The Ultimate Warrior por el Campeonato Intercontinental de la WWF. Rude y Warrior fueron reservados para enfrentarse en un Super Posedown match en Royal Rumble en enero de 1989. El ganador tuvo que ser decidido por la reacción de los fanáticos, donde Warrior se llevó la victoria. Después del combate, Rude atacó a Warrior. Esto llevó a una disputa entre los dos y una lucha por el título de Warrior en WrestleMania.
Jake "The Snake" Roberts y André the Giant comenzaron su enemistad en el otoño de 1988 después de que André interfiriera en uno de los combates de Roberts contra Rude. Cuando Roberts sacó su serpiente Damien de su bolso, André se angustió y luego se petrificó al ver la serpiente. Cuando se hizo evidente que André tenía una fobia a la serpiente, Roberts se le arrojó, lo que provocó que colapsara sobre la alfombra y se desmayara debido a un ataque cardíaco (kayfabe). André se recuperó y juró venganza. Mientras tanto, el viejo adversario de André, Big John Studd, regresó a la WWF a finales de 1988, rechazó una "bienvenida" del veterano mánager Bobby Heenan y, tras hacerse face, dijo que vendría tras André. Mientras tanto, el feudo entre André y Roberts continuó hasta principios de 1989 y, finalmente, Studd aceptó convertirse en el árbitro invitado especial para su combate en WrestleMania.
Poco después de que Terry Taylor se uniera a la WWF en el verano de 1988, fue empaquetado como "The Red Rooster" y, emparejado con Heenan como su mánager, se le dio un gimmick de luchador novato, alguien que no podía navegar a través de los combates sin instrucciones constantes de Heenán. Finalmente, Red Rooster se cansó del estilo degradante de entrenamiento de Heenan y se volvió contra él, convirtiéndose en face. Poco después, en un episodio de Prime Time Wrestling, Heenan afirmó que quería romper su relación amistosamente, pero fue una artimaña para preparar a Red Rooster para que fuera emboscado por el nuevo protegido de Heenan, Steve Lombardi, que acababa de ser reinventado como The Brooklyn Brawler.

## Resultados
- Hercules derrotó a King Haku (con Bobby Heenan) (6:57)
  - Hercules cubrió a Haku luego de aplicarle un «Belly to Back Suplex».
- The Twin Towers (Akeem & The Big Bossman) (con Slick) derrotaron a The Rockers (Shawn Michaels & Marty Jannetty) (8:02)
  - Akeem cubrió a Michaels después de un «747 Splash».
- Brutus Beefcake y Ted DiBiase (con Virgil) lograron una doble cuenta fuera del ring (10:01)
- The Bushwhackers (Luke Williams & Butch Miller) derrotaron a The Fabulous Rougeaus (Jacques Rougeau & Raymond Rougeau) (con Jimmy Hart) (9:10)
  - Luke cubrió a Raymond luego de una «Double Stomach Breaker».
- Mr. Perfect derrotó a The Blue Blazer (5:38)
  - Perfect cubrió a Blazer con un «Perfectplex».
- Demolition (Ax & Smash) derrotaron a The Powers of Pain (The Warlord & The Barbarian) & Mr. Fuji en una Handicap match reteniendo el Campeonato en Parejas de la WWF (8:20)
  - Ax cubrió a Fuji luego de aplicarle un «Demolition Decapitation».
- Dino Bravo (con Frenchy Martin) derrotó a Ronnie Garvin (3:06)
  - Bravo cubrió a Garvin luego de un «Sidewalk Slam».
  - Después del combate, Garvin aplicó a Martin un «Garvin Stomp».
- The Brain Busters (Arn Anderson & Tully Blanchard) (con Bobby Heenan) derrotaron a Strike Force (Rick Martel & Tito Santana) (9:17)
  - Anderson cubrió a Santana luego de un «Spike Piledriver».
  - Martel dejó solo a Santana durante la lucha.
- Jake Roberts derrotó a André the Giant (con Bobby Heenan) (con Big John Studd como árbitro especial) (9:44)
  - André fue descalificado después de atacar a Studd.
  - Durante la lucha, Ted DiBiase robó a Damien, la serpiente pitón de Roberts.
- The Hart Foundation (Bret Hart & Jim Neidhart) derrotaron a Rhythm and Blues (The Honky Tonk Man & Greg Valentine) (con Jimmy Hart) (7:40)
  - Bret cubrió a Honky Tonk Man después de golpearlo con el megáfono de Jimmy Hart.
- Rick Rude (con Bobby Heenan) derrotó a The Ultimate Warrior ganando el Campeonato Intercontinental de la WWF  (9:36)
  - Rude cubrió a Warrior revirtiéndole un «suplex», aprovechando que Bobby Heenan sostenía las piernas de Warrior.
- Jim Duggan y Bad News Brown lograron una doble descalificación (3:49)
  - Ambos fueron descalificados por usar armas ilegales.
- The Red Rooster derrotó a Bobby Heenan (con The Brooklyn Brawler) (0:32)
  - Rooster cubrió a Heenan después de golpearlo en la esquina.
  - Después de la lucha, The Brooklyn Brawler atacó a Rooster.
- Hulk Hogan derrotó a Randy Savage (con Miss Elizabeth como mánager neutral) ganando el Campeonato Mundial Peso Pesado de la WWF (17:54)
  - Hogan cubrió a Savage después de un «Atomic Leg Drop».

## Otros roles
| Comentaristas - Jesse Ventura - Gorilla Monsoon Entrevistadores - «Mean» Gene Okerlund - Tony Schiavone - Sean Mooney | Anunciador - Howard Finkel Árbitros - Earl Hebner - Joey Marella - Dave Hebner - Tim White |